# 炭鉱離職者援護会
炭鉱離職者援護会（たんこうりしょくしゃえんごかい）は、かつて存在した、炭鉱離職者に対する再就職及び生活の安定に関する援護を中核的な業務としていた法人である。炭鉱離職者臨時措置法で規定されていたが、1年半強の存続期間であった。存続当時、労働大臣及び通商産業大臣の監督下にあった。

## 沿革
- 1959年（昭和34年）12月18日 - 炭鉱離職者援護会を設立。
- 1961年（昭和36年）7月1日 - 一切の権利及び義務を雇用促進事業団に承継し、炭鉱離職者援護会を解散。

## 業務内容
1. 炭鉱離職者が炭鉱労働者や炭鉱離職者が多く居住する地域から他の地域に移住する場合に、移住資金を支給すること。
2. 炭鉱離職者が職業訓練を受ける場合に、手当を支給すること。
3. 事業主が炭鉱離職者を雇用する場合に、当該労働者用の宿舎を貸与すること。
4. 炭鉱離職者に対し、再就職のために必要な知識や技能を習得するための講習を行うこと。
5. 炭鉱離職者の求職活動（公共職業安定所との連絡等）に協力すること。
6. 炭鉱離職者が独立して事業を行おうとする場合に、生業資金の借入の斡旋を行うこと。
7. 炭鉱離職者に対し、生活の指導を行うこと。
8. その他、上記の各業務に附帯する業務を行うこと。